# Mitsubishi Eclipse
Mitsubishi Eclipse (укр. Міцубісі Екліпс) — чотиримісний (2+2) спортивний автомобіль з кузовом купе. Випускався з 1989 по 2011 рік, тільки з лівим розташуванням керма. Названий на честь англійського скакового коня XVIII століття, який виграв 26 забігів. У США так само продавався під іменами Eagle Talon та Plymouth Laser.
Автомобіль Екліпс був офіційно доступний у США, Канаді, Мексиці, Саудівської Аравії, Кувейті, ОАЕ, Китаї, Південній Кореї, Філіппінах та Бразилії.

## Перше покоління (1989—1994)

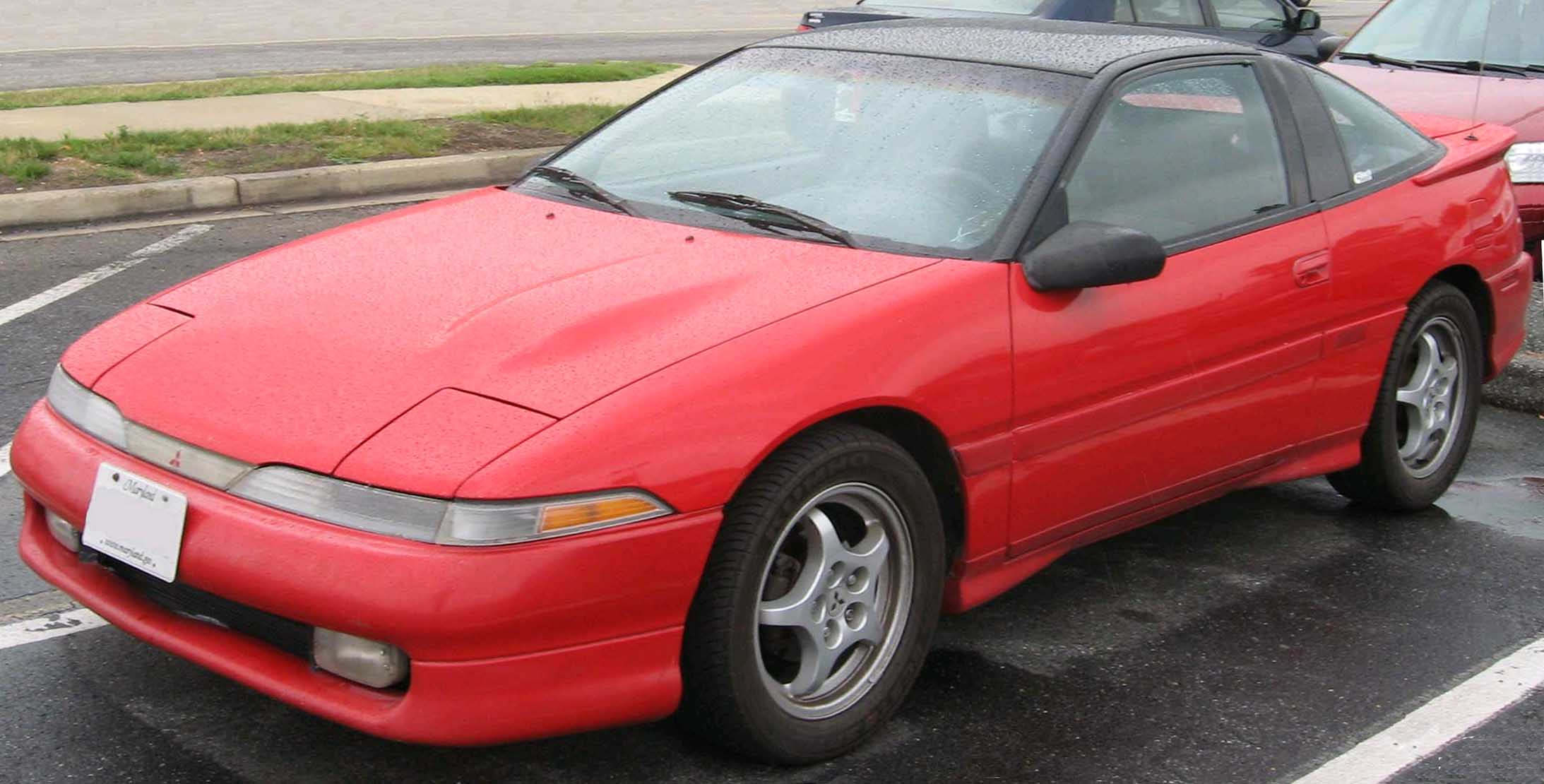
Перше покоління D (1989—1991)

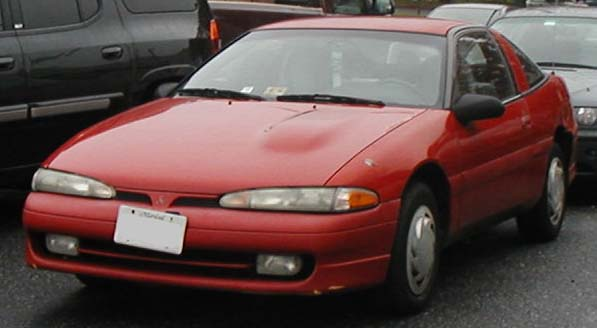
Перше покоління D (1992—1994)

Автомобіль пропонувався з переднім або повним приводом.
Перше покоління Mitsubishi Eclipse продавалося у вигляді купе з 4-циліндровими двигунами. Були доступні чотири рівні комплектації; всі вони були передньоприводними, за винятком GSX котра була повноприводна. GS Turbo та GSX були оснащені двигунами з турбонаддувом.
У 1992 році модель модернізували, в автомобіля відтепер немає фар головного світла, які ховаються в кузов, як у попередника.
На ринку США автомобіль також продавався під марками Eagle Talon та Plymouth Laser.
- Довжина: 4390 мм.
- Ширина: 1695 мм.
- Висота: 1305—1320 мм.
- Колісна база: 2470 мм.

### Двигуни
- 1.8 л Р4 Mitsubishi 4G37 92 к.с.
- 2.0 л Р4 Mitsubishi 4G63 DOHC 16v 135 к.с.
- 2.0 л Р4 Mitsubishi 4G63T turbo 180 к.с.
- 2.0 л Р4 Mitsubishi 4G63T turbo 195 к.с.

## Друге покоління (1995—1999)

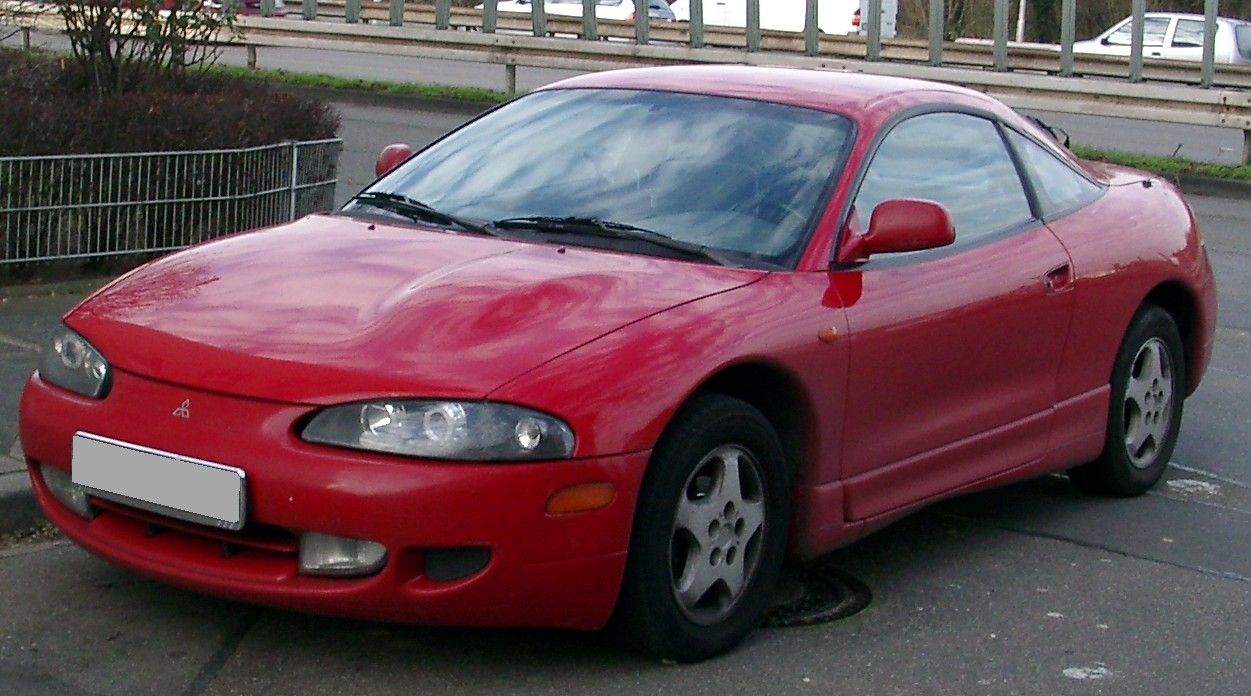
Друге покоління PJ (1995—1997)

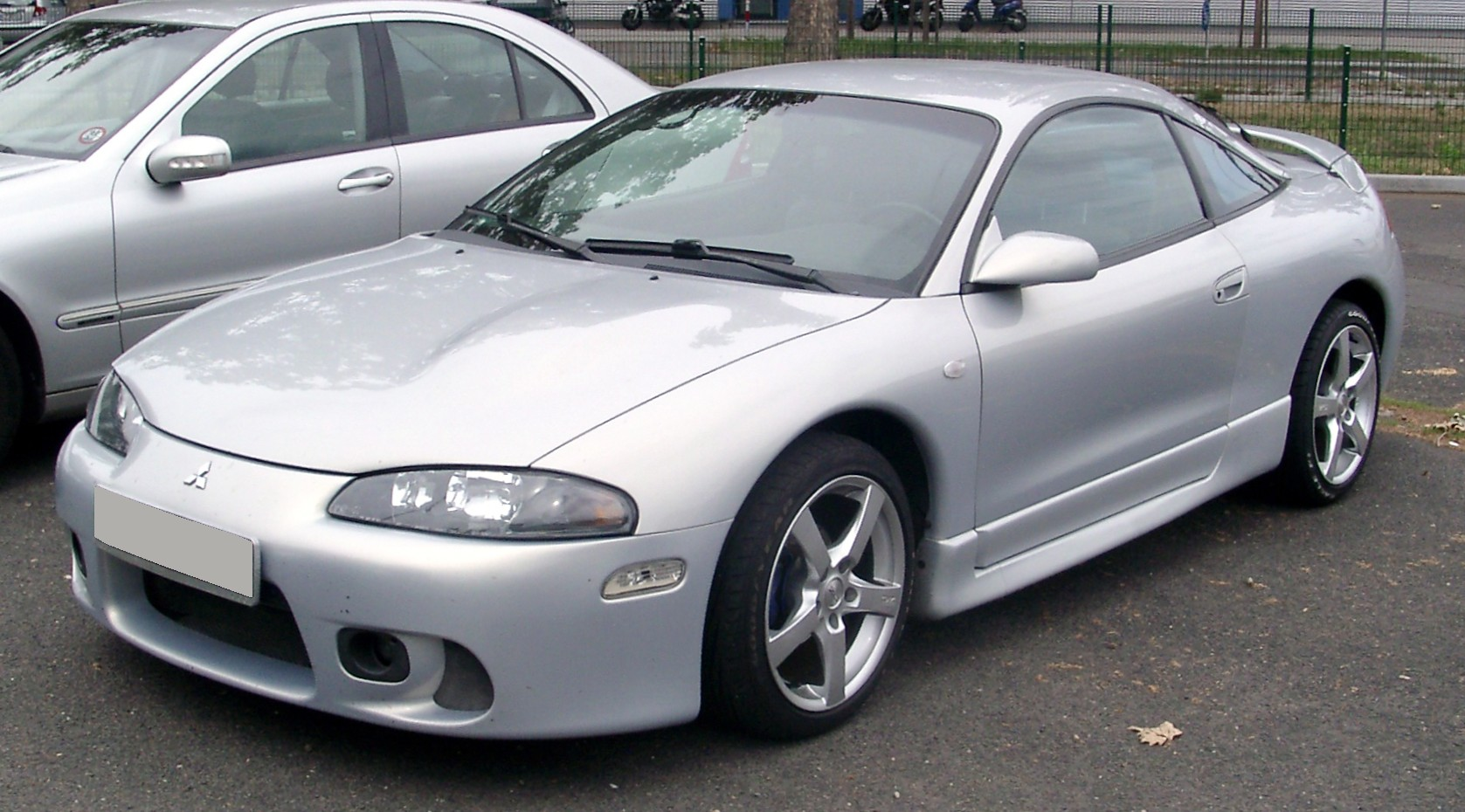
Друге покоління PJ (1997—1999)

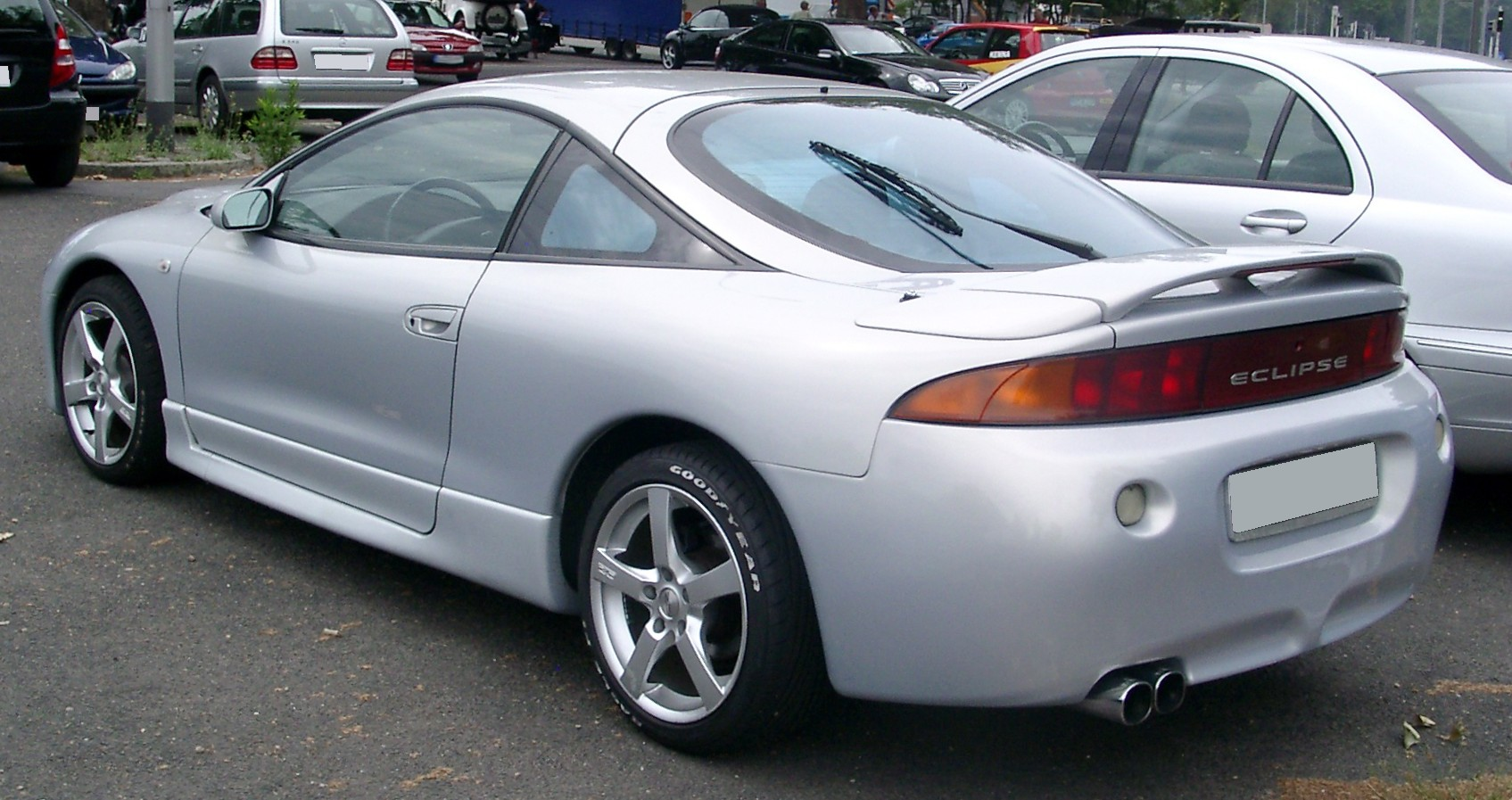

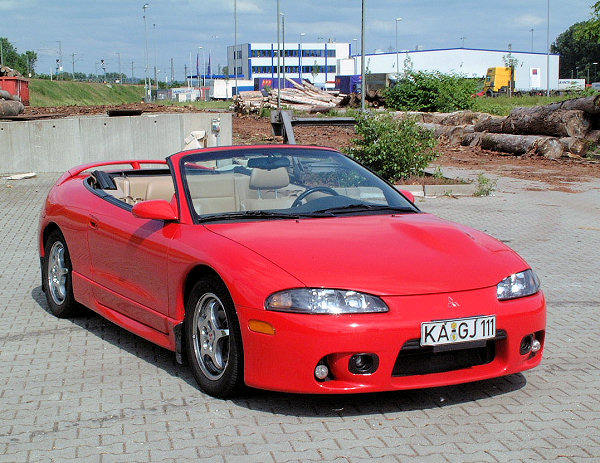
Mitsubishi Eclipse Spyder

Eclipse був повністю перероблений у 1994 році та оснащений стандартними двосторонніми подушками безпеки, більш закругленим дизайном, великим інтер'єром і новим двигуном, розробленим Chrysler для базової моделі. Автомобіль другої генерації підтримував ринкову спрямованість машини першого покоління, але мав численні зміни, щоб звернутися до більш широкого ринку. Версія кабріолет, названа Eclipse Spyder, представлена в 1996 році, пропонована у двох рівнях обробки; GS і GS-T. Spyder GS оснащений 2,4-літровим двигуном Р4 4G64. Spyder GS-T був оснащений двигуном Mitsubishi 4G63 з турбонаддувом. Модель GSX була також оснащена цим двигуном, але з додаванням високоякісної системи повного приводу. Версія кабріолет не оснащалася двигуном Chrysler 420a та повним приводом.
У 1997 році модель оновили. Передній бампер отримав більш агресивний профіль, задня кришка бампера була змінена, дещо змінені фари тощо. Версії GS-T coupe і GSX отримали великий задній спойлер.
На ринку США автомобіль також продавався під маркамою Eagle Talon.
| Виробник | Mitsubishi Motors, Diamond-Star Motors |

| Довжина | 4375—4380 мм. |

| Ширина: | 1735—1745 мм. |

| Висота | 1266—1340 мм. |

| Колісна база | 2510 мм. |

### Двигуни
- 2.0 л Р4 Chrysler 420a DOHC 16v 140 к.с.
- 2.0 л Р4 Mitsubishi 4G63 DOHC 16v 150 к.с.
- 2.4 л Р4 Mitsubishi 4G64 141 к.с.
- 2.0 л Р4 Mitsubishi 4G63T turbo 210 к.с.

## Третє покоління (2000—2005)

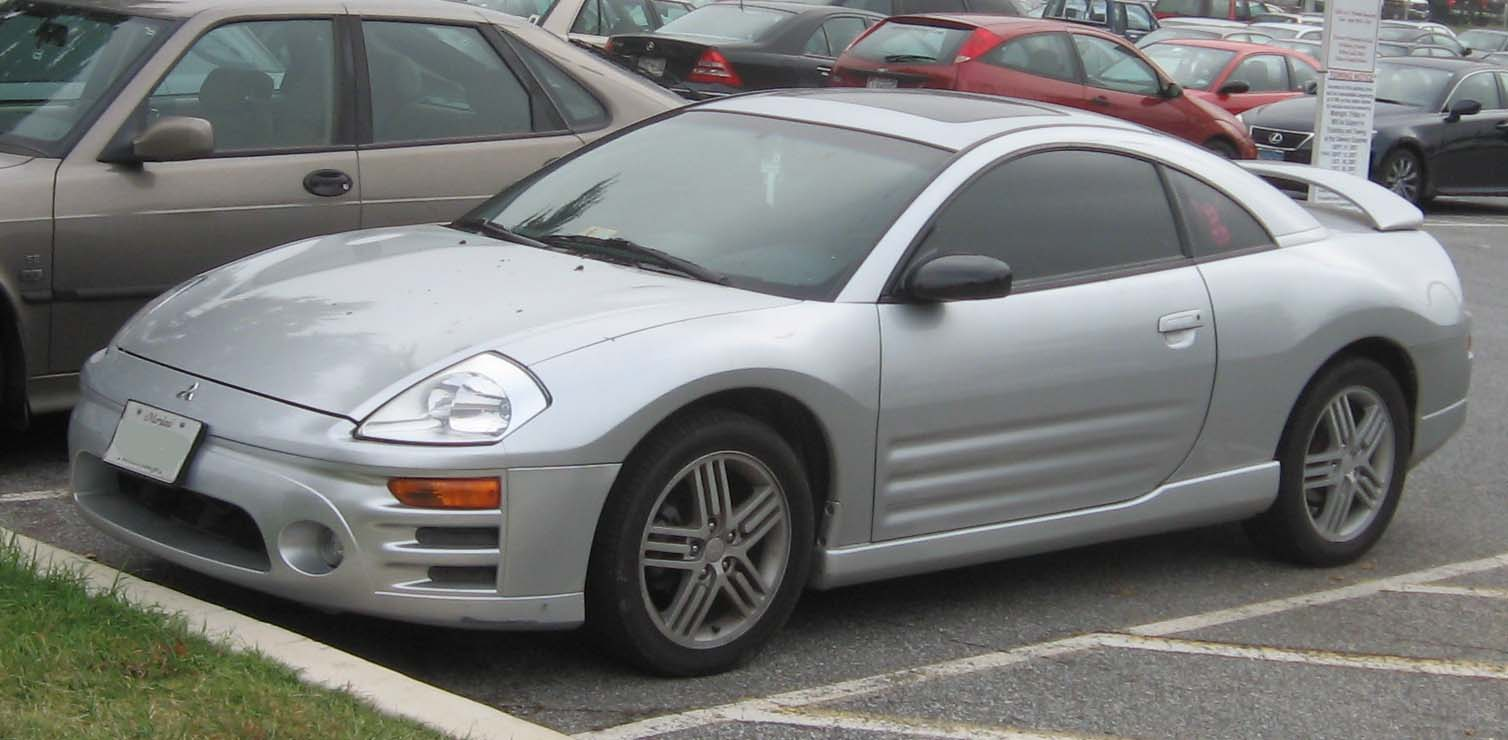
Третє покоління ST-22 (2000—2005)

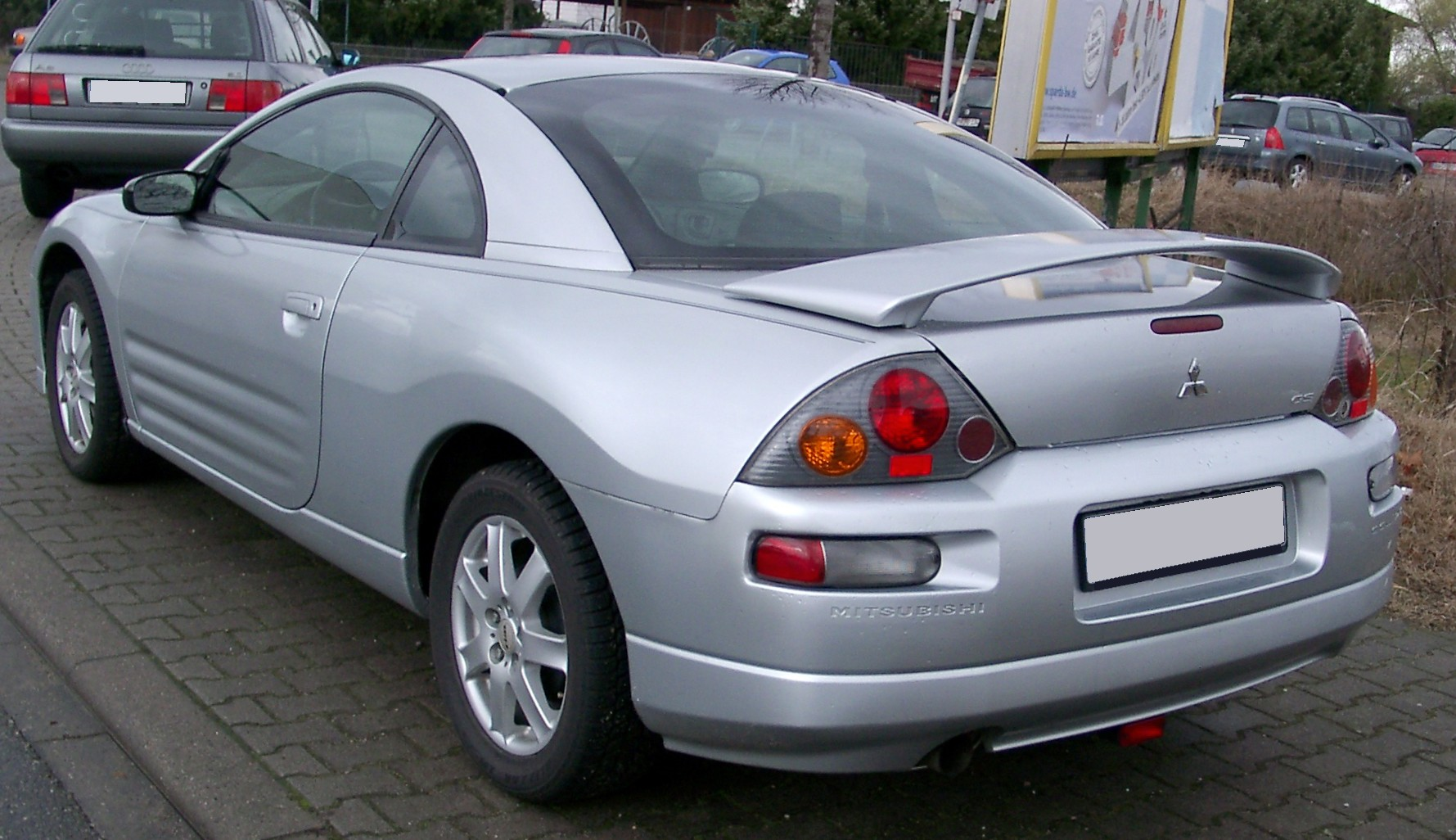

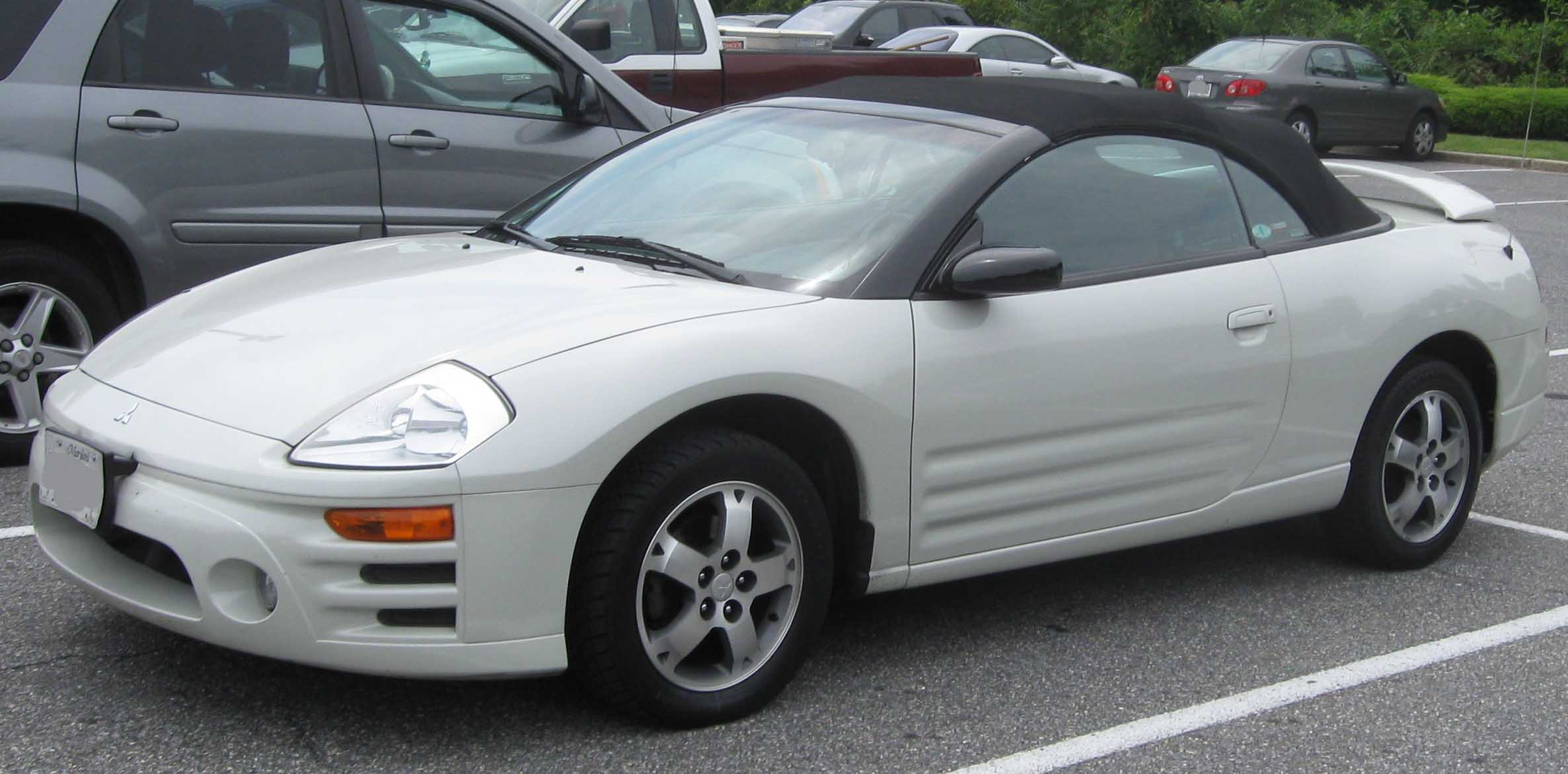
Третє покоління ST-22 (2000—2005)

У 1999 році представлено третє Eclipse, що спочатку дебютувало в якості концепт-кару Mitsubishi SST, що представлений на Північноамериканському міжнародному автошоу 1998 року.
Були доступні два нові варіанти трансмісії: 2.4 л 4-циліндровий 16-клапанний SOHC 4G64 147 к.с. та 3.0 л V6 24V SOHC 6G72 205 к.с. Повноприводної версії більше не було. Налаштування підвіски зроблено так, щоб забезпечити більш м'яку та більш точну якість їзди.
Третє покоління Eclipse поділило своє шасі з 8-м поколінням Mitsubishi Galant, обоє автомобілі збудовані на платформі Chrysler ST-22. Наприкінці 2001 року потужність GT-версії була знижена до 200 к.с. внаслідок посилення стандартів викидів.
У середині 2002 року представлена версія GTS. Цей транспортний засіб включав двигун з коефіцієнтом стиснення 10:1, переглянутий профіль розподільного валу та вдосконалену систему повітрозабірника Mitsubishi Variable Induction Management (MVIM), яка дала автомобілю додатковий 10 к.с. та трохи покращив криву потужності.
| Виробник | Mitsubishi Motors, Diamond-Star Motors |

Характеристики
| Довжина | 4455—4491 мм. |

| Ширина: | 1750 мм. |

| Висота | 1311—1341 мм. |

| Колісна база | 2560 мм. |

### Двигуни
- 2.4 л Р4 16-кл. SOHC Mitsubishi 4G64 150 к.с.
- 3.0 л V6 24-кл. SOHC Mitsubishi 6G72 200—205 к.с.
- 3.0 л V6 24-кл. SOHC Mitsubishi 6G72 210 к.с.

## Четверте покоління (2005—2011)

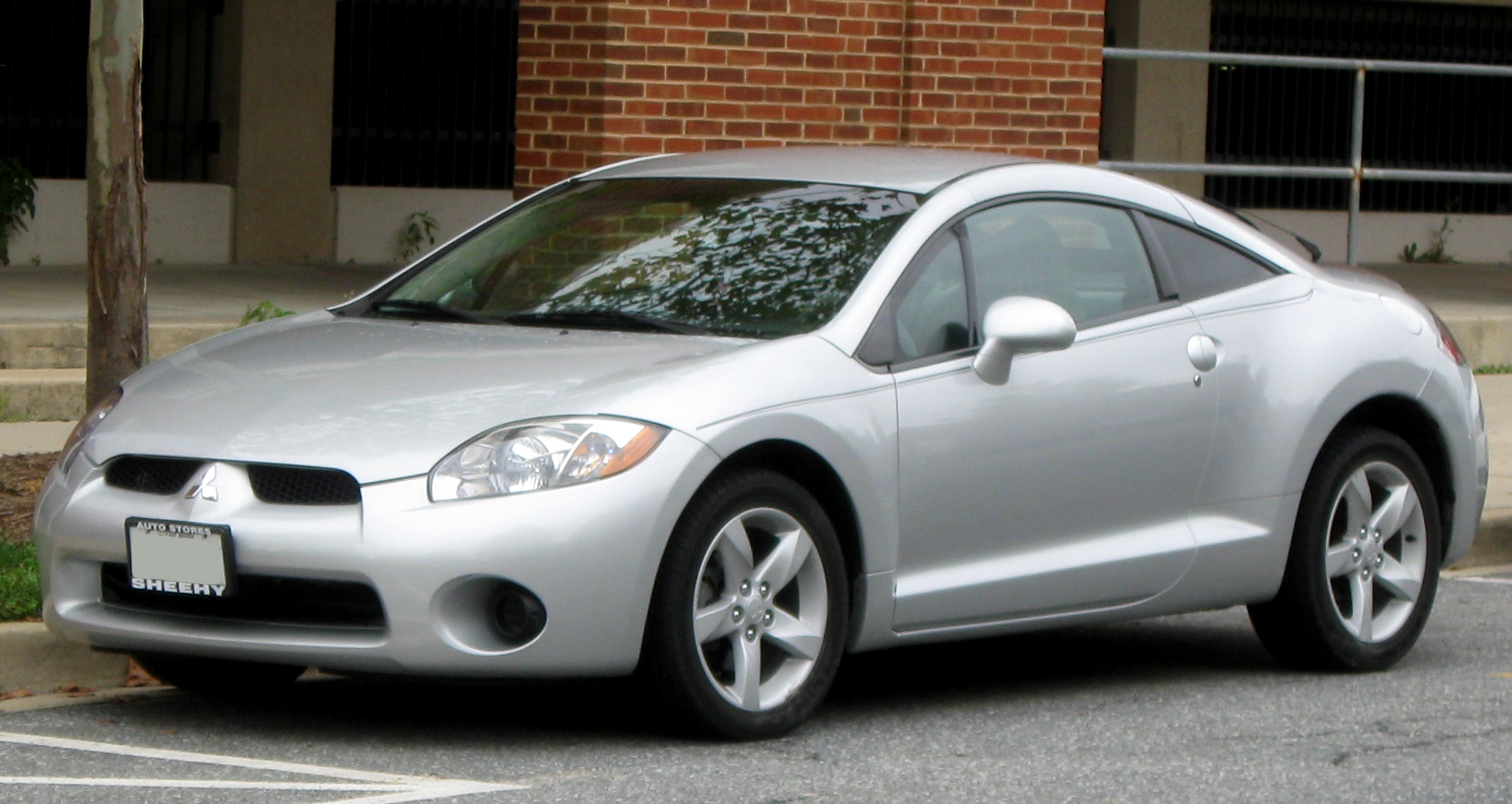
Четверте покоління PS (2005—2008)

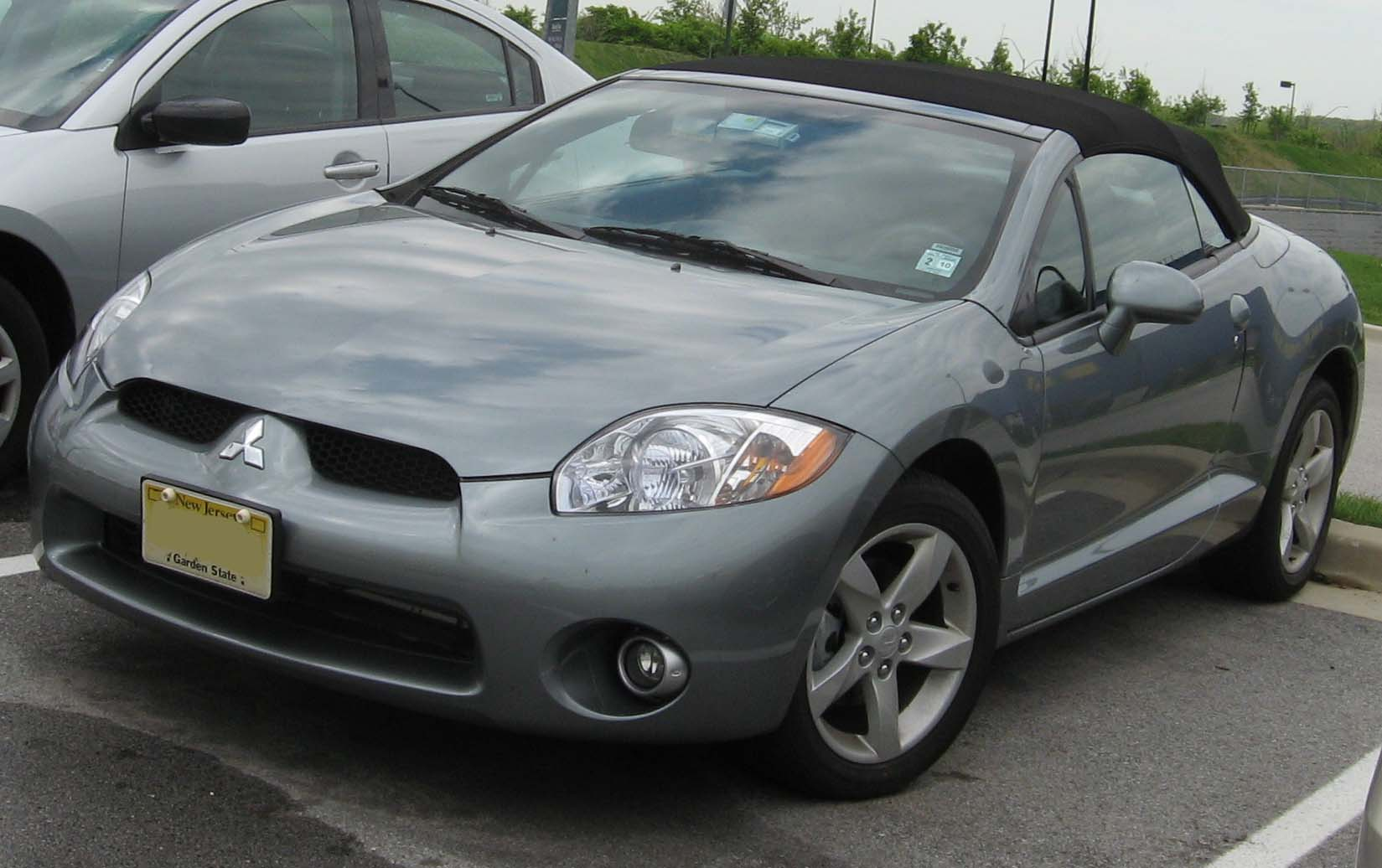
Четверте покоління PS (2005—2008)

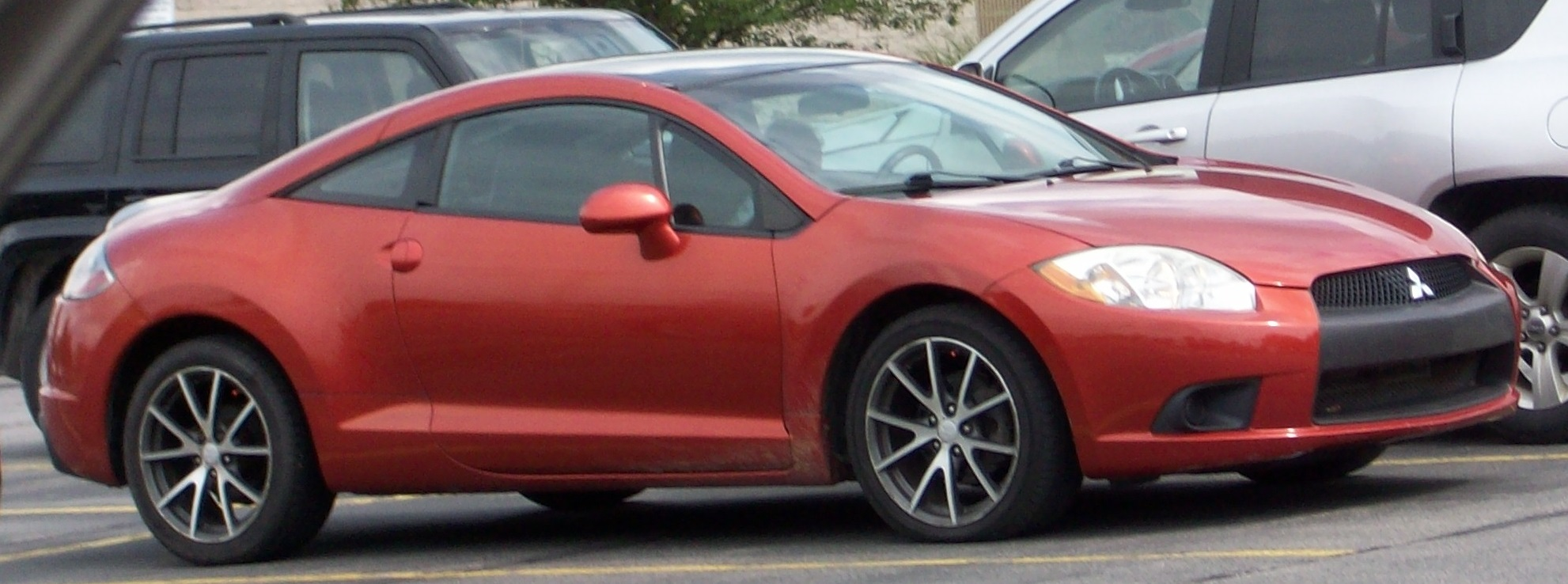
Четверте покоління PS (2008—2011)

У 2005 році дебютувало четверте покоління Mitsubishi Eclipse, збудоване на платформі Mitsubishi PS. Eclipse став позиціюватися як спортивний передньопривідний автомобіль. Хоча Міцубісі Екліпс і мав привабливий зовнішній вигляд, низьку стартову ціну і доступний як опція V6 двигун, він поступався таким конкурентам, як: Subaru BRZ, Scion FR-S, Chevrolet Camaro, Kia Forte Koup, Honda Civic Si та Hyundai Genesis Coupe.
Eclipse може оснащуватися або 4-циліндровим, або 6-циліндровим двигуном, обидва мотори вважаються досить потужними. Базова комплектація автомобіля оснащується 5-ступінчастою механічною коробкою передач. Як опція, для машини доступна 5-ступінчаста автоматична КП. Mitsubishi Eclipse наділений еластичним рульовим управлінням і прекрасними гальмами спорткарів.
Дизайн, безумовно, є сильною стороною Міцубісі Екліпс. Стрімкі вигнуті лінії, обтічний корпус, хромовані вихлопні труби та 18-дюймові колеса — надають цій моделі по-справжньому спортивний вид. Розширені крила автомобіля роблять його більш «м'язистим». Автомобіль, також, оснащений досить потужними фарами головного світла, які здатні освітити шлях у всіх напрямках.
У 2008 році модель оновили, змінивши зовнішній вигляд і оснащення.

### Двигуни
- 2.4 л Р4 16v SOHC Mitsubishi 4G69 162 к.с.
- 3.8 л V6 24v SOHC Mitsubishi 6G75 263 к.с.